# Pont-les-Moulins
Pont-les-Moulins är en kommun i departementet Doubs i regionen Bourgogne-Franche-Comté i östra Frankrike. Kommunen ligger i kantonen Baume-les-Dames som tillhör arrondissementet Besançon. År 2022 hade Pont-les-Moulins 207 invånare.

## Befolkningsutveckling
Antalet invånare i kommunen Pont-les-Moulins
Referens:INSEE